# 大波拉納市鎮

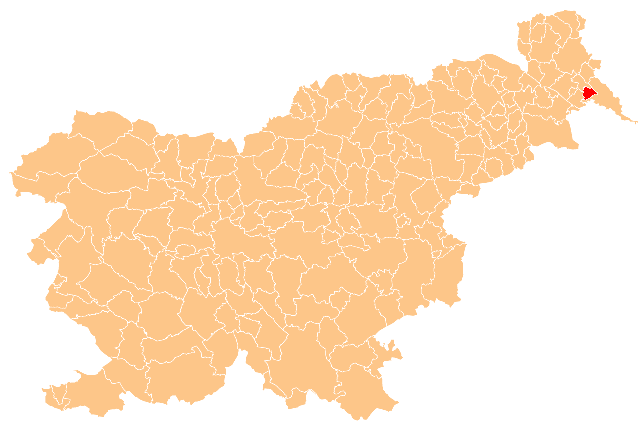
大波拉納市鎮於斯洛維尼亞的位置

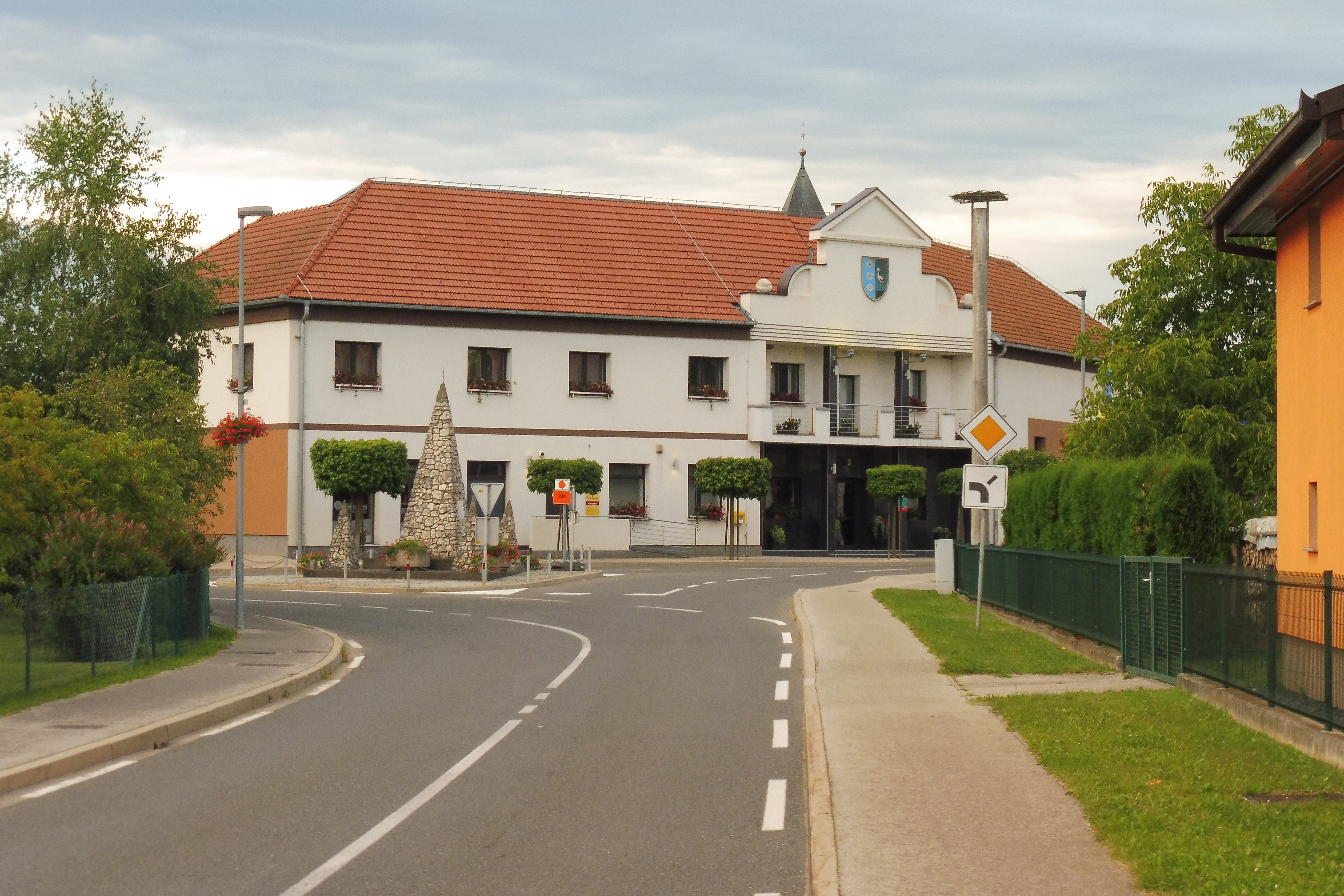
市政厅

大波拉納市鎮是斯洛文尼亞東北部的一個市镇，行政中心为大波拉納。市镇面積为18.7平方公里，2018年人口数量为1,433人，人口密度約77人/km2。该市镇设立于1998年。

## 外部連結
- 官方网站  （斯洛文尼亚文）
- Velika Polana on Geopedia （页面存档备份，存于）